# Рю Хёнджин
Рю Хёнджин (кор. 류현진?, 柳賢振?, 25 марта 1987, Инчхон) — корейский бейсболист, питчер клуба Главной лиги бейсбола «Торонто Блю Джейс». Новичок года и Самый ценный игрок КБО 2006 года. Семикратный участник Матча всех звёзд КБО. Участник Матча всех звёзд МЛБ 2019 года. Олимпийский чемпион 2008 года и серебряный призёр Мировой бейсбольной классики 2009 года в составе сборной Кореи.

## Биография

### Ранние годы
Рю Хёнджин родился 25 марта 1987 года в Инчхоне. Его отец, в прошлом регбист, с детства занимался тренировками сына и внёс большой вклад в его карьеру. От него он требовал как можно больше бросков в страйковую зону, не считаясь с возможным пропуском хоум-ранов. Отец купил ему перчатку на правую руку, чтобы правша Рю тренировался бросать мяч левой. Позднее в интервью Рю говорил, что этот подход отца помог ему развить свои навыки контроля подачи. Во дворе и на крыше дома отец Рю установил несколько прожекторов, чтобы сын мог тренироваться в любое время. Рю стабильно использует четыре вида подач — фастбол, кервбол, слайдер и чейндж-ап.
На соревновательном уровне Рю начал играть в бейсбол во время учёбы в школе Инчхон Чханён. Когда ему было четырнадцать лет, Пак Чанхо стал первым корейским бейсболистом в Главной лиге бейсбола. После его перехода начались регулярные трансляции игр МЛБ на корейском телевидении, а сам Пак стал примером для многих молодых игроков. Во время учёбы в старшей школе Рю перенёс операцию Томми Джона. 

### Карьера в Корее
В 2006 году, в возрасте девятнадцати лет, Рю дебютировал в профессиональном бейсболе. Его первой командой стали «Ханва Иглз». В сезоне 2006 года он одержал восемнадцать побед при шести поражениях с пропускаемостью 2,23 и стал первым игроком в истории лиги, который в один сезон был признан лучшим новичком года и самым ценным игроком чемпионата. В первых двух чемпионатах в карьере Рю проводил на поле не менее чем двести иннингов, несмотря на перенесённую ранее операцию. 
В 2008 году Рю в составе национальной сборной стал победителем Олимпиады в Пекине. В играх турнира его показатель пропускаемости ERA составил всего 1,04. В финальном матче против сборной Кубы он провёл на поле 8 1/3 иннинга. Годом позже он стал серебряным призёром Мировой бейсбольной классики. Рю сыграл в пяти матчах турнира, включая выходы на замену в полуфинале и финале.  
В чемпионате КБО он провёл семь лет, в каждом сезоне входя в число участников Матча всех звёзд лиги. Пять раз Рю становился лидером лиги по числу сделанных страйкаутов. В 2006 и 2010 годах ему вручалась награда Золотая перчатка лучшему по игре в защите на своей позиции. Всего за Иглз он провёл сто девяносто матчей, в которых одержал девяносто восемь побед при пятидесяти двух поражениях с пропускаемостью 2,80. 

### Главная лига бейсбола
В декабре 2012 года Рю подписал шестилетний контракт с «Лос-Анджелес Доджерс». Сумма соглашения составила 36 млн долларов. Ещё 25,7 млн «Доджерс» заплатили за переход его бывшему клубу. Он стал первым корейским спортсменом, перешедшим в команду МЛБ после подписания соглашения между лигами.
Рю дебютировал в Главной лиге бейсбола 2 апреля 2013 года. В первом своём сезоне он провёл тридцать матчей в качестве стартового питчера, двадцать два из которых стали качественными стартами. Он вошёл в число лидеров лиги по числу подач, отбитых в дабл-плей. Рю провёл по одной игре в Дивизионной и Чемпионской сериях Национальной лиги, в которых «Доджерс» одержали победы. Характерной особенностью его игры стали слабые первые иннинги. Его пропускаемость в них составила 5,10, семь из пятнадцати хоум-ранов Рю также пропустил в первом отрезке игры.
В сезоне 2014 года его показатель сделанных страйкаутов вырос с 19,7 до 22 %. В начале чемпионата Рю провёл серию из тридцати одного иннинга без пропущенных ранов в выездных матчах. Он также стал первым за шестьдесят четыре года питчером «Доджерс», выигравшим не менее четырнадцати матчей в первых двух сезонах в МЛБ. Всего Рю сыграл в двадцати шести матчах, пропустив пять недель из-за травм. Хронические проблемы с плечом привели к операции, которую Рю перенёс в мае 2015 года. Восстанавливаясь, он полностью пропустил сезон 2015 года.
На поле Рю вернулся в июле 2016 года. В игре с «Сан-Диего Падрес» он провёл на поле пять иннингов и потерпел поражение. Этот старт стал для него единственным в сезоне. Испытывая боль в локте, Рю перенёс ещё одну операцию и пропустил концовку регулярного чемпионата. В сезоне 2017 года у него также были проблемы со здоровьем, три с половиной недели Рю пропустил из-за травмы ноги. Тем не менее, он провёл двадцать четыре игры в качестве стартового питчера, одержав пять побед при девяти поражениях с пропускаемостью 3,77. В игре против «Кардиналс» 25 мая он вышел на замену и сделал первый сейв в своей карьере в лиге. В другой майской игре, против «Рокиз», Рю пропустил десять ранов — худший результат в его карьере.
Сезон 2018 года стал для Рю лучшим в карьере, несмотря на три месяца, пропущенные из-за травмы. Его показатель пропускаемости ERA по итогам регулярного чемпионата составил 1,97, минимальный в карьере. В последних трёх играх чемпионата он пропустил всего один ран в проведённых на поле девятнадцати иннингах. Рю хорошо сыграл в первой игре Дивизионной серии Национальной лиги, но в дальнейшем в плей-офф действовал неудачно. Игроки соперников отбивали против него с показателем 35,2 %. Он потерпел поражения в шестой игре Чемпионской серии и второй игре Мировой серии. Рю стал первым корейским игроком, вышедшим в качестве стартового питчера на игру Мировой серии. В 2019 году в составе «Доджерс» он одержал четырнадцать побед при пяти поражениях. Его показатель пропускаемости ERA 2,32 стал лучшим в лиге по итогам сезона. Впервые в карьере Рю получил приглашение на Матч всех звёзд Главной лиги бейсбола и начал его в стартовом составе сборной Национальной лиги. После завершения сезона он получил статус свободного агента и 27 декабря подписал четырёхлетний контракт на сумму 80 млн долларов с «Торонто Блю Джейс». 

### Вне бейсбола
В декабре 2015 Рю был выбран послом зимних Олимпийских игр в Пхёнчхане. Он является одним из самых популярных корейских спортсменов, регулярно снимается в различных рекламных роликах. В декабре 2017 года он женился на телеведущей Пэ Джихён.
Рю снялся в нескольких эпизодах шоу Running Man. В 2013 году он сыграл себя в комедии Mr. Go.